# Selassie (youtuber)
Selassie, na sociálních sítích působící rovněž pod přezdívkou menameselassie, občanským jménem Matej Slažanský (* 1. prosince 1994 Bratislava, Slovensko), je video esejista a jeden z předních slovenských youtuberů.

## Život a kariéra
Narodil se v roce 1994 v Bratislavě. Významnou část dětství žil v bratislavské městské části Dlhé diely. Několik let žil také v Trnavě. Po absolvování základní školy absolvoval střední uměleckou školu. Po ukončení střední školy se v roce 2012 nedostal na vysokou školu. O rok později byl přijat na Univerzitu Tomáše Bati ve Zlíně, nakonec se ale rozhodl na ní nestudovat, protože se mu začalo dařit na platformě YouTube. Jeden měsíc studoval na Univerzitě sv. Cyrila a Metoda v Trnave.
Má bratra Evžena, který je rovněž youtuberem. Youtuberem je také jeho otec, který na platformě vlastní kanál ujo Paťo Strašil. Menší YouTube kanál vlastní také jeho matka. Byl ve vztahu s jednou z předních slovenských influencerek Alžbětou Saloňovou. K roku 2020 byl ve vztahu s přítelkyní Lucií.

### Působení na sociálních sítích
Svůj kanál na platformě YouTube založil v listopadu 2012. Zveřejňuje na něm mimo jiné vlogy. Příležitostně natáčí také let's playe, skeče, unboxingy, ochutnávky, reakce nebo videa o technologiích. V počátcích natáčel především videa z videoher. V tvorbě spolupracuje také s dalšími youtubery. Vlastní rovněž vedlejší kanál SelassieExtra, na který zveřejňuje videa z videoher, neboť hlavním kanále již herní videa nezveřejňuje.
V roce 2017 byl s youtuberem Peterem Altofem předmětem reportáže RTVS v souvislosti s videy, ve kterých v rámci osvětové kampaně záměrně šířili dezinformace. Spolupracuje s americkou technologickou firmou Lenovo. V rámci spolupráce vydala firma speciální edici jednoho z notebooků. V rozhovoru pro portál Aktuality.sk při příležitosti 30. výročí sametová revoluce v listopadu 2019 kritizoval předlistopadový režim.
Je aktivní rovněž na sociální síti Instagram, na které má téměř 400 tisíc sledujících. V roce 2020 zveřejňoval podcast PlejsCast. V roce 2016 jej magazín Forbes zařadil na deváté místo v žebříčku nejsledovanějších Slováků na sociálních sítích. V roce 2018 jej tentýž magazín zařadil na desáté místo v žebříčku nejvlivnějších Slováků na sociálních sítích a na třetí místo mezi nejvlivnějšími youtubery v zemi. V roce 2020 byl hostem pořadu RECAST youtubera Dušana Brachny.
Od roku 2024 změnil svoji tvorbu a začal se věnovat video esejím.

#### Přezdívka
Námětem pro vznik přezdívky menameselassie byl Slažanského oblíbený zpěvák Damian Marley, který zveřejnil píseň s titulem Me Name Jr. Gong. Samotná přezdívka Selassie pak podle rozhovoru na serveru Gamesites vychází z toho, že rastafariáni, o něž se Slažanský zajímal, uctívali etiopského císaře Selassieho. Jeho politiku podle vyjádření v rozhovoru uznává, přezdívka je zároveň dle jeho slov zvučná a jednoduchá. Podle dalších zdrojů vznikla přezdívka ve čtvrté třídě, když jej jako Selassieho či Sláža začala přezdívat spolužačka.
Na přezdívky Selassie i menameselassie si v roce 2016 registroval ochrannou známku.